# Mocidade Portuguesa
A Organização Nacional Mocidade Portuguesa, vulgarmente conhecida apenas como Mocidade Portuguesa (MP) MHIP, era uma organização juvenil do Estado Novo.

## A história

### A criação

Emblema e Estandarte da Mocidade Portuguesa (baseado na bandeira de D. João I).

A Organização Nacional Mocidade Portuguesa foi criada pelo Decreto-Lei n.º 26 611, de 19 de maio de 1936, em cumprimento do disposto na Base XI da Lei n.º 1941, de 19 de abril de 1936.
Pretendia abranger toda a juventude, escolar ou não, e destinava-se a «estimular o desenvolvimento integral da sua capacidade física, a formação do carácter e a devoção à Pátria, no sentimento da ordem, no gosto da disciplina e no culto do dever militar.».
O seu Regulamento foi aprovado em 4 de Dezembro de 1936, pelo Decreto n.º 27 301.
A ela deveriam pertencer, obrigatoriamente, os jovens dos sete aos catorze anos. Os seus membros encontravam-se divididos por quatro escalões etários:
- Lusitos, dos 7 aos 10 anos;
- Infantes, dos 10 aos 14 anos;
- Vanguardistas, dos 14 aos 17 anos;
- Cadetes, dos 17 aos 25 anos.

A 6 de Julho de 1966 foi feita Membro-Honorário da Ordem da Instrução Pública.

### O hino e os uniformes
A Mocidade Portuguesa estava dotada de um hino.
O seu primeiro plano de uniformes foi aprovado pelo Decreto n.º 27 301, de 4 de dezembro de 1936. Este plano foi substituído, cerca de um ano depois, pelo que foi aprovado pelo Decreto n.º 28 410, de 7 de janeiro de 1938.

### A Mocidade Portuguesa Feminina

Emblema da Mocidade Portuguesa Feminina (baseado nas armas de D. João I colocadas numa lisonja, forma tradicional dos escudos femininos na heráldica portuguesa).

Através do Decreto-Lei n.º 28 262, de 8 de dezembro de 1937, foi aprovado o regulamento da Mocidade Portuguesa Feminina (MPF) MH IP, definida como «secção feminina da organização nacional Mocidade Portuguesa (M.P.F.) a cargo da Obra das Mães pela Educação Nacional (O.M.E.N.)». Por esse motivo, a Condessa de Rilvas, dirigente máxima da O.M.E.N., tornar-se-ia também na primeira dirigente da Mocidade Portuguesa Feminina.
De acordo com o texto deste diploma, esta organização «cultivará nas filiadas a previdência, o trabalho colectivo, o gosto da vida doméstica e as várias formas do espírito social próprias do sexo, orientando para o cabal desempenho da missão da mulher na família, no meio a que pertence e na vida do Estado.».
Entre 1939 e 1947 o Comissariado Nacional da Mocidade Portuguesa dirigiu a publicação mensal  Mocidade Portuguesa Feminina: boletim mensal.
A 6 de Julho de 1966 foi feita Membro-Honorário da Ordem da Instrução Pública.

### A extensão às colónias

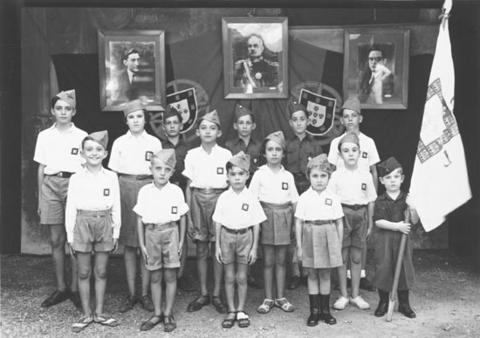
Um grupo de aspirantes da Mocidade Portuguesa em Timor Português

Pelo Decreto n.º 29 453, de 17 de fevereiro de 1939, a Organização foi alargada «à Mocidade Portuguesa das colónias, de origem europeia, e à juventude indígena assimilada» a quem é «dada (…) uma organização nacional e pré-militar que estimule a sua devoção à Pátria, o desenvolvimento integral da sua capacidade física e a formação de carácter, e que, incutindo-lhes o sentimento da ordem, o gosto pela disciplina e o culto do dever militar, as coloque em condições de concorrer eficazmente para a defesa da Nação.»

### Os comissários nacionais
A Mocidade Portuguesa tinha no topo da hierarquia um comissário nacional, nomeado pelo ministro da Educação Nacional.
O primeiro comissário nacional a dirigir a Mocidade Portuguesa foi Francisco José Nobre Guedes, de 1936 a 1940. Simpatizante do III Reich, procurou criar uma organização de juventude nacional inspirada no modelo alemão da Juventude Hitleriana.
O segundo comissário nacional foi Marcello Caetano, de 1940 a 1944. Fiel à política portuguesa de neutralidade no conflito mundial, procedeu a grandes reformas que afastaram a MP do modelo inicial militarista, aproximando-a da Igreja Católica e de outras organizações de juventude como os escuteiros. A sua acção marcou de maneira significativa a orientação da organização por muito tempo.
Marcello Caetano foi substituído interinamente por José Porto Soares Franco, antigo secretário-inspector da Mocidade Portuguesa, até à nomeação de Luís Pinto Coelho, um professor universitário de Direito e também antigo secretário-inspector da MP, que ocupou o cargo de 1946 a 1951. Este dirigiu a organização de modo a adaptá-la às realidades do pós-guerra e de melhor a coordenar com as actividades circum-escolares.
Seguiram-se António Augusto Gonçalves Rodrigues, um catedrático de Letras, e Baltasar Rebelo de Sousa, que ocupou interinamente o cargo, desde 1956, enquanto subsecretário de Estado da Educação Nacional. Neste período Rebelo de Sousa procurou reanimar a organização e implantá-la nos territórios africanos.
Desde 1960, foram comissários nacionais, o general Raul Pereira de Castro, substituído interinamente por Leopoldino de Almeida, em 1961 o tenente-coronel Carlos Gomes Bessa, a partir de 1965 o arquitecto Melo Raposo, sucedido pelo tenente-coronel Fonseca Dores e, por último, desde 1971 (ano em que a filiação na MP se tornou voluntária), o engenheiro Manuel da Silva Lourenço Antunes, até 25 de abril de 1974.

### As reorganizações

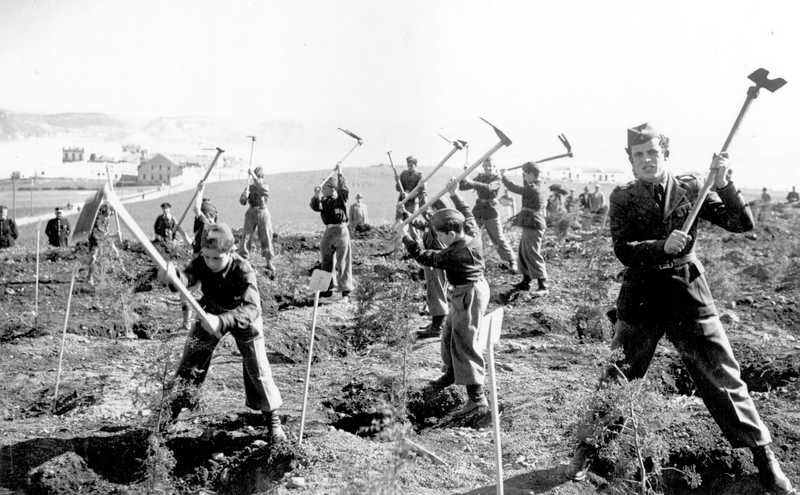
Parque Florestal de Monsanto 1938

Pelo Decreto-Lei n.º 47 311, de 12 de novembro de 1966, o Governo procedeu à reorganização da Mocidade Portuguesa, no que foi então denominada uma «actualização (…) no intuito de renovar a Organização, de a adaptar melhor às circunstâncias dos tempos presentes e lhe permitir, assim rejuvenescida, servir cada vez melhor o alto ideal da formação da juventude à luz dos imperecíveis princípios e valores da civilização cristã, que sempre têm presidido, e continuarão a presidir, aos destinos de Portugal.»
Em 1971, através do Decreto-Lei n.º 446/71, de 25 de outubro, foi criado o Secretariado para a Juventude do Ministério da Educação Nacional que assumiu a função de organismo de execução da política de juventude do Governo, sendo-lhe atribuídas a maioria das competências até aí a cargo da Mocidade Portuguesa e da Mocidade Portuguesa Feminina, prevendo-se inclusive que transitassem para aquele Secretariado os bens destas que fossem necessários para o seu funcionamento. Paralelamente e através do Decreto-Lei n.º 486/71, de 8 de novembro, a Mocidade Portuguesa e a Mocidade Portuguesa Feminina foram transformadas em simples associações nacionais de juventude, passando a ter um carácter não obrigatório.
Esta remodelação conduziu a uma diminuição acentuada da importância destas organizações do Estado Novo.

### A extinção
Em 25 de abril de 1974, a Junta de Salvação Nacional procedeu à sua extinção imediata através do Decreto-Lei n.º 171/74, da mesma data.

## Os arquivos
Os arquivos das duas organizações estão depositados na Secretaria-Geral do Ministério da Educação e Ciência, e no Arquivo Nacional da Torre do Tombo onde podem ser consultados.